# Richard Benz (Schriftsteller)
Richard Edmund Benz (* 12. Juni 1884 in Reichenbach im Vogtland; † 9. November 1966 in Heidelberg) war ein deutscher Germanist, Kulturhistoriker und Schriftsteller.

## Leben

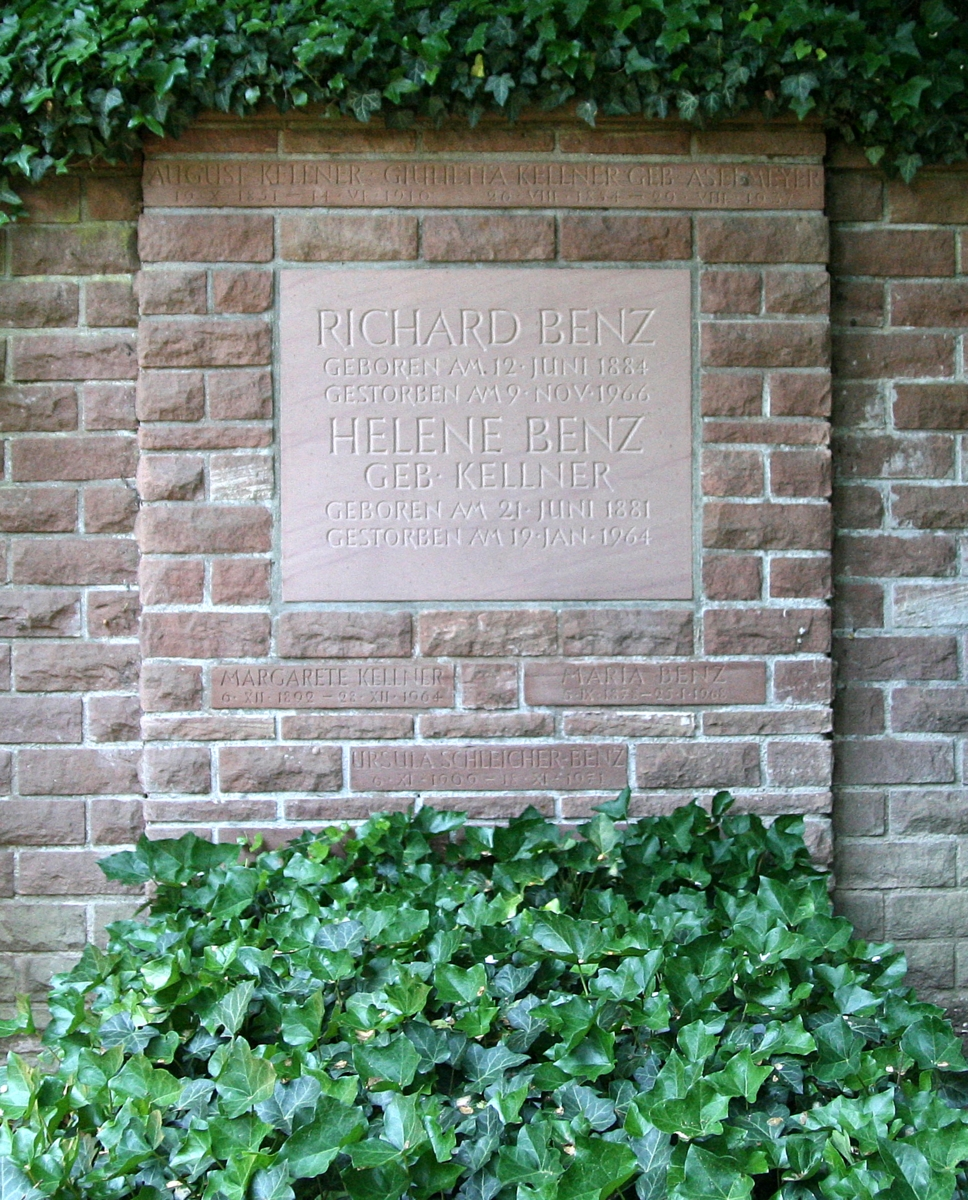
Grab von Richard Benz auf dem Heidelberger Bergfriedhof

Richard Benz wurde als zweitjüngstes von neun Kindern eines evangelisch-lutherischen Geistlichen geboren. Seit seinem 5. Lebensjahr lebte Richard Benz in Dresden, wo sein Vater als Pfarrer, unter anderem an der Frauenkirche, tätig war. Seit 1902 studierte er in Heidelberg (wo er durch Henry Thodes Vorlesungen wesentliche Anregungen erfuhr), Leipzig und München. 1907 promovierte er in Heidelberg über das Thema Märchendichtung der Romantik zum Dr. phil. Im selben Jahr ließ er sich in Freiburg im Breisgau nieder. Hier wohnte er im Haus Rosenau 7. 1910 zog er nach dem Tod seines Schwiegervaters nach Heidelberg um, wo er den Rest seines Lebens als Privatgelehrter verbrachte.
Während der Zeit des Nationalsozialismus wurde Richard Benz als „ein Mahner des deutschen Gewissens“ gewürdigt, der die Frage beantwortet habe, „was im tiefsten Grunde deutsch“ sei. Benz habe den Nationalsozialismus vorausgesehen und ihm „durch eine Reihe noch heute grundlegender Werke den Weg“ gewiesen.
Wegen einer Vortragsreise, die er während des Zweiten Weltkrieges im Auftrag des Propagandaministeriums durchführte, wurde ihm nach dem Krieg von den alliierten Behörden ein vorübergehendes Publikationsverbot erteilt.
1952 erhielt Richard Benz das Bundesverdienstkreuz. 1954 wurde er zum Mitglied der Heidelberger Akademie der Wissenschaften gewählt. Im selben Jahr erhielt er die Ehrenbürgerwürde der Stadt Heidelberg. Im darauf folgenden Jahr wurde ihm eine Ehrengabe des Kulturkreises der deutschen Wirtschaft verliehen. 1959 wurde er zum Honorarprofessor für deutsche Kulturgeschichte an der Universität Heidelberg ernannt und erhielt das Große Bundesverdienstkreuz. 1961 erhielt er den Reuchlin-Preis der Stadt Pforzheim.
Richard Benz war eine bedeutende Persönlichkeit des Heidelberger Kulturlebens. Bereits 1902 war er an der Gründung des Heidelberger Hebbelvereins – eines bis 1908 bestehenden literarischen Vereins – beteiligt. 1906 wirkte er an einer Feier des Hebbelvereins zum hundertjährigen Jubiläum der Liedersammlung Des Knaben Wunderhorn auf Stift Neuburg mit. 1921 gründete er, unter anderem mit seinem Freund Alfred Mombert, die Gemeinschaft Die Pforte, die Bücher, Plakate und andere Druckwerke nach eigenen Vorstellungen herausgab. In den Jahren nach dem Zweiten Weltkrieg wurde er zunehmend als prominentester Exponent des Heidelberger Bildungsbürgertums und als „Grandseigneur des Geistes“ wahrgenommen.
Richard Benz wurde auf dem Heidelberger Bergfriedhof beigesetzt. Sein Grab ist auf einer Terrasse gelegen, vor einer gemauerten Stützwand aus Rotsandstein. In die Stützwand wurde eine Tafel mit den Lebensdaten von Richard Benz und seiner Gattin eingelassen. Zum Gedächtnis an Richard Benz stiftete die Stadt Heidelberg im Jahr 1976 die Richard-Benz-Medaille für Kunst und Wissenschaft.

## Werk
Richard Benz gab zunächst mittelalterliche Volksliteratur, wie beispielsweise die von ihm auch ins Deutsche übersetzte Legenda aurea, heraus. Er setzte sich intensiv mit der Buchgestaltung, insbesondere der Typographie, auseinander und nahm großen Anteil am Zustandekommen der Bücher. So schuf er auch den Einband für die Vorzugsausgabe der Historia von D. Johann Fausten, dem weitbeschreyten Zauberer und Schwarzkünstler (Jena: Diederichs Verlag, 1911).
Danach beschäftigte sich Richard Benz mit der Bedeutung der Musik in der deutschen Kultur. Richard Benz, über die Mutter seines Vaters ein direkter Nachfahre von Johann Rosenmüller, war von klein auf mit Musik aufgewachsen, und Aufführungen von Beethovens Fünfter Symphonie und Glucks Orfeo ed Euridice in Leipzig gehörten zu seinen prägenden Erlebnissen. 1923 veröffentlichte er Die Stunde der deutschen Musik. Von der Musik handeln auch seine Hauptwerke Die deutsche Romantik (1937), Deutsches Barock (1949) und Die Zeit der deutschen Klassik (1953). Sein 1933 veröffentlichtes Buch „Geist und Reich“, in welchem er zur geistigen Situation der Zeit Stellung bezog, wurde 1935 von den Behörden des NS-Staates verboten, weil die Behandlung der „Rassenfrage“ im Widerspruch zur offiziellen NS-Ideologie stand.
Richard Benz galt als typischer Privatgelehrter, der bewusst Abstand zum akademischen Betrieb hielt. Seine Werke dienten auch weniger dem Gewinn wissenschaftlicher Erkenntnis als vielmehr der Verbreitung seiner Gedanken und Einsichten in der gebildeten Öffentlichkeit. Deshalb verzichtete Richard Benz in seinen Werken auch weitgehend auf einen wissenschaftlichen Apparat. Von einem kulturkonservativen Standpunkt aus propagierte Richard Benz seine These von der im deutschen Volkstum begründeten Eigenart deutscher Kultur, die in Romanik, Gotik, Barock und Romantik seine Ausprägung gefunden habe, während er Renaissance und Klassik als der deutschen Wesensart zuwiderlaufend betrachtete. Bezüglich der Renaissance änderte Richard Benz allerdings später seinen Standpunkt. Richard Benz vertrat aus heutiger Sicht ausgesprochen völkische Ansichten, ohne jedoch in rassistische oder antisemitische Gedankengänge abzugleiten. So bemerkte Richard Benz selbst, dass seine Künstlerfreunde ausnahmslos Juden seien.
Nach dem Zweiten Weltkrieg war Richard Benz hoch angesehen, sein Werk wurde als wesentliches Element der damals angestrebten konservativen Sinnstiftung der jungen Bundesrepublik betrachtet. Heute ist das Werk von Richard Benz so gut wie vergessen.
Im Auftrag des Oberbürgermeisters der Stadt Heidelberg, Carl Neinhaus, schrieb Richard Benz das Buch Heidelberg. Schicksal und Geist (1. Auflage 1961, 2. Auflage 1975). Dieses Buch, eine „meisterhafte Stadtbiographie“ und Kulturgeschichte Heidelbergs, gilt einerseits als Standardwerk, wird heute aber – insbesondere wegen des Fehlens eines wissenschaftlichen Apparats und wegen des fast kompletten Ausblendens der Wirtschafts- und Sozialgeschichte sowie der Tatsache, dass die Darstellung nur bis zum Ende des 19. Jahrhunderts reicht – teilweise auch als veraltet oder unbrauchbar angesehen.

## Werke (Auswahl)
- Märchen-Dichtung der Romantiker. Mit einer Vorgeschichte. Gotha 1908.
- Die deutschen Volksbücher. Ein Beitrag zur Geschichte der deutschen Dichtung. Jena 1913.
- Volk und Kultur. Berlin 1919.
- Alte deutsche Legenden, gesammelt von Richard Benz. Jena 1922.
- Die Stunde der deutschen Musik. 2 Bde. Jena 1923/1927.
- Die Legenda aurea des Jakobus de Voragine. Aus dem Lateinischen übersetzt von Richard Benz. Verlag Lambert Schneider, Heidelberg 1925.
- Das Ethos der Musik. Offenbach 1926.
- Renaissance und Gotik. Grundfragen deutscher Art und Kunst. Jena 1928.
- Revolution und Reformation. Schriften zur Kulturpolitik. Jena 1928.
- Franz Schubert, der Vollender der deutschen Musik. Jena 1928.
- Geist und Reich. Um die Bestimmung des Deutschen. Jena 1933.
- Bachs geistiges Reich. München 1935.
- Bachs Passion. Die nordische Tragödie. Leipzig 1935.
- Vom Erden-Schicksal ewiger Musik. Jena 1936.
- "Ein hübsche histori von der küniglichen stadt troy, wie sie zerstöret ward.  Erneuert von Richard Benz.  Berlin, Rabenpresse 1938. Mit koloriertem Holzschnitt-Frontispiz und 42 kolorierten Holzschnitten, alle nach alten Originalen geschnitten von Ulla Rossel. Erster Bibliophiler Phönix-Druck der Rabenpresse. nummeriert. in Offenbach, von dem bereits in den Jahren 1925-29 in der »Werkstatt der Pforte« in Heidelberg entstandenen Satz. Wilh. Gerstung in Offenbach.
- Grund-Gesetze geistigen Lebens. Hameln 1938.
- Goethe und die romantische Kunst. München 1941.
- Stufen und Wandlungen. Das Buch der Reden und Aphorismen. Hamburg 1943/1947.
- Der Dichter Alfred Mombert. Heidelberg 1947.
- Deutsches Barock. Kultur des Achtzehnten Jahrhunderts, Teil 1, Stuttgart 1949.
- Goethes Leben. Hamburg 1949.
- Lebens-Welten und Bildungs-Mächte meiner Jugend. Dresdner und Heidelberger Erinnerungen. Hamburg 1950 (Autobiographie bis 1914).
- Goethe und Beethoven. Reclam, Stuttgart 1948 (= Reclams Universal-Bibliothek. Nr. 7512).
- Das Leben von J. S. Bach. Christian Wegner, Hamburg 1950.
- Die Zeit der deutschen Klassik. Kultur des Achtzehnten Jahrhunderts 1750-1800. Stuttgart 1953.
- Mozart. Bayreuth 1956.
- Deutsche Volksbücher. Herausgegeben von Richard Benz. Verlag Lambert Schneider, Heidelberg 1956.
- Heidelberg. Schicksal und Geist. Konstanz 1961 (2. Aufl. Sigmaringen 1975 mit e. Einführung v. Hans-Georg Gadamer).